# Заяц, Леонид Константинович
Леони́д Константи́нович За́яц (бел. Леанід Канстанцінавіч Заяц, род. 30 сентября 1958, д. Гацук, Минская область, Белорусская ССР, СССР) — белорусский государственный и политический  деятель.
Занимал должности Министра сельского хозяйства и продовольствия в 2012—2019 годах, председателя Могилёвского областного исполнительного комитета 2019—2021 годах, заместителя Председателя Совета Республики Национального собрания Республики Беларусь в 2021–2022 годах, заместителя премьер-министра белорусского правительства, курирующий вопросы сельского хозяйства в 2022—2024 годах, с 11 апреля 2024 года член Совета Республики Национального собрания Республики Беларусь.

## Биография
Родился 30 сентября 1958 года в деревне Гацук Минской области Белорусской ССР.
В 1976—1978 годах служил в рядах Советской Армии.
С 1979 года работал трактористом, бригадиром, начальником производственного участка, специалистом по кормопроизводству, главным агрономом совхоза «50 лет БССР» в Слуцком районе Минской области. Работал главным агрономом совхоза «Слуцк» в том же районе.
Окончил Белорусскую сельскохозяйственную академию по специальности «агрономия» в 1989 году.
В 1991 году был выдвинут на должность председателя соседнего колхоза «Беларусь» (Слуцкий район), бывшего совхоза «50 лет БССР», где проработал до 1998 года, с 1998 года — директор Слуцкого комбината хлебопродуктов (Слуцк).
В 1999—2001 годы — председатель Молодечненского районного исполнительного комитета.
В 1998 году Леониду Константиновичу было поручено возглавить Слуцкий комбинат хлебопродуктов. С этой должности он в 1999 году ушёл на повышение — назначен председателем Молодечненского райисполкома. Но проработал там не долго, уже в 2001 году Леонид Заяц становится заместителем председателя Минского областного исполнительного комитета. В этой должности он пребывал до 2008 года. В 2002—2007 годах одновременно он был ещё и председателем комитета по сельскому хозяйству и продовольствию, хотя работа в принципе оставалась прежней.
В 2008—2012 годы — генеральный директор ОАО «Агрокомбинат „Дзержинский“» (Фаниполь Дзержинского района).
В 2011 году в номинации производственная деятельность Леонид Заяц был признан «Человеком года Минщины». Награждён медалью «За трудовые заслуги».
В ходе рабочей поездки Президента Лукашенко в Фаниполь Леонид Заяц был назначен министром сельского хозяйства и продовольствия. Такое решение было принято 21 августа 2012 года после посещения ОАО «Агрокомбинат „Дзержинский“», генеральным директором которого являлся до того времени Леонид Заяц.
27 марта 2019 года освобождён от должности министра. Накануне, 26 марта, во время поездки по Могилёвской области Президент Александр Лукашенко посетил молочный комплекс агрохолдинга «Купаловское» в Шкловском районе, где возмутился условиями содержания животных в коровнике, сравнив их с Освенцимом, и приказал отстранить всех виновных от должностей и возбудить уголовные дела.
С 1 апреля 2019 по 13 декабря 2021 — председатель Могилевского областного исполнительного комитета.
17 декабря на заседании шестой сессии Совета Республики Национального собрания седьмого созыва избрали Леонида Зайца заместителем председателя Совета Республики.
Внесён в санкционные списки балтийских стран.

## Награды
- Орден Отечества III степени (2022) — за многолетний плодотворный труд в государственных органах, активное участие в общественно-политической жизни страны и реализацию государственной политики[10].
- Орден Почёта (5 февраля 2018) — за многолетний плодотворный труд, высокий профессионализм, значительный личный вклад в развитие агропромышленного комплекса, сельского хозяйства и перерабатывающей промышленности, достижение высоких производственных показателей[11].
- Медаль «За трудовые заслуги».
- Почётная грамота Совета Министров Республики Беларусь (11 апреля 2024) — за многолетнюю плодотворную работу в органах государственного управления, высокий профессионализм, значительный личный вклад в реализацию государственной политики в сфере агропромышленного комплекса[12].
- Медаль «10 лет Евразийскому экономическому союзу» (26 декабря 2024)[13]